# Hari Parbat
Hari Parbat är en kulle i Indien.   Den ligger i distriktet Srinagar och unionsterritoriet Jammu och Kashmir, i den norra delen av landet, 600 km norr om huvudstaden New Delhi. Toppen på Hari Parbat är 1 721 meter över havet, eller 134 meter över den omgivande terrängen. Bredden vid basen är 4,5 km.
Terrängen runt Hari Parbat är varierad. Runt Hari Parbat är det mycket tätbefolkat, med 1 692 invånare per kvadratkilometer. Närmaste större samhälle är Srinagar, 2,5 km söder om Hari Parbat. Runt Hari Parbat är det i huvudsak tätbebyggt.